# フランシスコ・ファリノス
フランシスコ・ハビエル・ファリノス・サパタ（Francisco Javier Farinós Zapata, 1978年3月29日 - ）は、スペイン・バレンシア出身の元サッカー選手。現役時代のポジションはミッドフィールダー。

## 経歴

### クラブ
18歳の時に地元のバレンシアCFからデビューした。その後はエクトル・クーペル監督が率いたクラブに不可欠な選手となり、1999年にはコパ・デル・レイとスーペルコパ・デ・エスパーニャを制した。1999-2000シーズンにはUEFAチャンピオンズリーグで決勝に進出したが、レアル・マドリードとの同国対決は0-3で敗れた。
2000年夏、セリエAのインテルに移籍したが、15カ月にもわたる負傷離脱などがあり、幸運に恵まれたとは言えなかった。2002年3月21日、UEFAカップ準々決勝でバレンシアCFと対戦し、エスタディオ・デ・メスタージャに帰還した。GKフランチェスコ・トルドがレッドカードを受けて退場すると、インテルは交代選手枠を使い果たしていたため、ファリノスがゴール前に立つことになったが、この試合は幸運にも1-0で勝利し、2試合合計2-1で勝ち抜けを決めた。2004年夏に母国のRCDマジョルカにレンタル移籍し、2005年夏に完全移籍したが、2005-06シーズンは17位に終わった。
2006年夏、セグンダ・ディビシオン（2部）のエルクレスCFに移籍した。エルクレスCFでは絶対的なレギュラーとなり、3シーズンの間にリーグ戦のみで15得点を奪った。2008-09シーズンは昇格に値する勝ち点78を稼いで4位になったが、3位のCDテネリフェに勝ち点3及ばずに昇格は逃した。2009-10シーズンはセグンダ・ディビシオンで34試合（3000分近く）に出場して6得点し、プリメーラ・ディビシオンへの昇格を助けた。
2014年2月、右足のアキレス腱の怪我のため現役引退を表明した。

### 代表
1995年にはUEFA U-19欧州選手権で優勝した。1997年にはFIFAワールドユース選手権に出場している。1998年にはUEFA U-21欧州選手権で優勝した。1999年8月18日にワルシャワで行われたポーランドとの親善試合でスペイン代表デビューした。その後は1年間出場機会がなかったが、オランダとの親善試合で2キャップ目を刻んだ。

## タイトル

### 代表
U-19スペイン代表
- UEFA U-19欧州選手権：1995

U-21スペイン代表
- UEFA U-21欧州選手権：1998

### クラブ
バレンシアCF
- UEFAインタートトカップ：1998
- コパ・デル・レイ：1998-1999
- スーペルコパ・デ・エスパーニャ：1999